# ベトナム語版ウィキペディア
ベトナム語版ウィキペディア（ベトナムごばんウィキペディア、越: Wikipedia tiếng Việt）は、ウィキメディア財団によって支援されている、無料で公衆が編集できるオンライン百科事典・ウィキペディアのベトナム語版である。ベトナム語版ウィキペディアは、ベトナム政府が支援し、オンラインでも利用可能なベトナム百科事典と競合している。

## 内容
2024年5月時点で、約129万記事以上が作成されている。nanaそのうち63%の記事はボットによって作成されている。

## 歴史
ベトナム語版ウィキペディアは2002年11月に始まったが、最初はトップページとインターネットソサエティに関する記事が掲載されただけだった。このプロジェクトはほとんど注目されず、2003年に「再スタート」され、新しいUnicode対応のMediaWikiソフトウェアがインストールされるまで、まともな編集はなかった。
2008年8月26日には、50,000件以上の記事を収録するまでに成長した。この時、ボットによって作成された記事は432件 (0.86%) ほどであった。それからわずか1年後の2009年9月12日には100,000件のマイルストーンに到達したが、ボットが生成した記事の割合は増え、約5％を占めるまでになった。
。短い記事は「スタブ」に指定され、そのような記事は数万件あり、ボットが生成した記事のほとんどが含まれている。
かつて使われていたベトナム語の表記体系であるチュノムを使ったウィキペディアの実験版が、2006年10月にWikimedia Incubatorで始まっていたが、 2010年4月に削除された。 ウィキペディア・ファウンデーションとは関連のない、ウィキ百科事典プロジェクトのVinaWikiが、チュノムを復活させるプロジェクトの一環として、ベトナム語ウィキペディアの記事をチュノムに翻訳している。

ボランティア主導のベトナムウィキメディアンユーザーグループは、ベトナム語ウィキペディアおよびその他のベトナム語ウィキメディアプロジェクトの開発をサポートしている。2018年8月28日にウィキメディアユーザーグループとして正式に承認された。 

Milestone logos
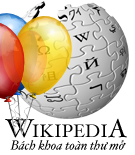
ベトナムウィキペディアの10,000件の記事ロゴ
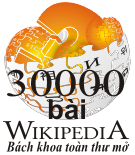
ベトナムのウィキペディアの3万件の記事ロゴ
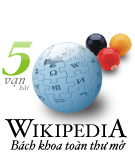
ベトナムのウィキペディアの50,000件の記事ロゴ
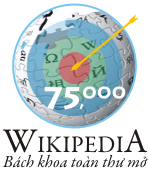
ベトナム語版ウィキペディアの75,000件の記事ロゴ
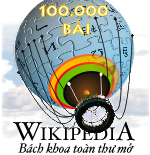
ベトナム語版ウィキペディアの100,000件の記事ロゴ
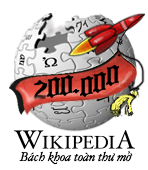
ベトナムウィキペディアの200,000件の記事ロゴ
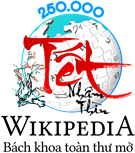
ベトナムのウィキペディアの250,000の記事ロゴ
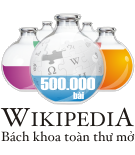
ベトナム語版ウィキペディアの500,000件の記事ロゴ（2012年9月28日）
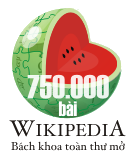
ベトナムのウィキペディアの750,000の記事ロゴ
ベトナム語版ウィキペディアの1,000,000件の記事ロゴ（2014年6月15日）

 ベトナム語ウィキペディアの記事数は、2012年9月28日に500,000件、2014年6月15日に1,000,000件に達した。

## ソフトウェア
ベトナム語版ウィキペディアは、JavaScriptベースの入力方式であるAVIMを採用しており、ユーザーはTelex、VNI (IME)、VIQRなどの一般的な入力方法で、声調記号のついたベトナム語アルファベットが入力できるようになっている（ベトナム語とコンピュータも参照）。サイドバーの下にあるボックスを使用して、優先入力システムが選択できる。

## 特徴
- 英語版ウィキペディアの重要性に関する提案 (Wikipedia:Notability/Historical/Importance) は廃案となったが、ベトナム語ウィキペディアでは正式なガイドラインとなっている。